# 岐阜県道187号岐阜停車場城南線
岐阜県道187号岐阜停車場城南線（ぎふけんどう187ごう ぎふていしゃばじょうなんせん）とは岐阜県岐阜市内の一般県道（岐阜県道）である。
JR東海道本線・高山本線 岐阜駅南口への連絡道路である。

## 概要
岐阜駅から約400mまでは片側2車線道路である。

### 路線データ
- 起点：岐阜県岐阜市加納栄町通り（岐阜駅南口）
- 終点：岐阜県岐阜市加納城南通（岐阜県道1号岐阜南濃線、岐阜県道77号岐阜環状線交点）

## 通過する自治体
- 岐阜県
  - 岐阜市

## 主な接続道路
- 岐阜県道1号岐阜南濃線
- 岐阜県道77号岐阜環状線

## 沿線
- 岐阜駅
- 中山道加納宿
- 金津園

## その他
岐阜駅北口側に接続する道路は、岐阜県道54号岐阜停車場線である。

## 別名
- 加納栄町通り（岐阜市）